# أنسيلمو أليغرو وميلا
أنسيلمو أليغرو وميلا (16 مارس 1899-22 نوفمبر 1961) كان سياسيًا كوبيًا شغل منصب الرئيس المؤقت لكوبا لمدة يوم واحد (1 - 2 يناير 1959) بعد رحيل الرئيس فولجينسيو باتيستا من كوبا.
شغل سابقًا منصب رئيس مجلس الشيوخ الكوبي من فبراير 1955 إلى 1 يناير 1959. كما شغل منصب رئيس وزراء كوبا في عام 1944. كما شغل منصب عمدة مدينة باراكوا، وممثلًا في الكونجرس الكوبي لأعوام 1925، 1940، 1945؛ ووزيرا للتجارة عام 1942 ووزيرا للتربية ووزيرا للإسكان.
أليغرو هو ابن الإيطالي ميغيل أليغرو إسكولبينو والإسبانية دوناتيلا ميلا. كان متزوجًا من آنا دوران وأنجب منها طفلًا واحدًا ، هو أنسيلمو ليون أليغرو جونيور. ولديه أيضًا ابنة روزا ماريا "بوليتا" أليغرو إي سانشيز، من زواجه السابق من روزا سانشيز، وربيبه ألفريدو دوران، نتاج زواج زوجته أنيتا دوران الأول.